# Neoarcturus obesopleon
Neoarcturus obesopleon là một loài chân đều trong họ Holidoteidae. Loài này được Kensley, Schotte & Poore miêu tả khoa học năm 2007.